# Parthenstein
Parthenstein ist eine Gemeinde im sächsischen Landkreis Leipzig. Die 1994 unter diesem neuen Namen gegründete Gemeinde besteht aus den Dörfern Grethen, Großsteinberg, Klinga und Pomßen. Das Gemeindeamt befindet sich in Großsteinberg.

## Geografie und Verkehr
Parthenstein liegt zwischen Naunhofer Forst und Planitzwald, unweit der Autobahnseen. Durch die Ortsteile Grethen und Pomßen fließt die Parthe und durch Großsteinberg der Gladegraben, welcher bei Grethen am Kirchenteich entspringt. Die umliegenden Städte sind Naunhof 4 km, Trebsen/Mulde 8 km, Brandis 9 km und Grimma 6 km.
Durch das Gemeindegebiet führen die A 14, die über den Anschluss Klinga (ca. 2 km) zu erreichen ist, sowie die Bahnstrecke Borsdorf–Coswig mit dem Bahnhof Großsteinberg.

### Gemeindegliederung
- Grethen mit den Siedlungen „Neu-Grethen“, „am Naturfreunde-Park“ und „am Muncherteichweg“
- Großsteinberg mit den Siedlungen am „Großsteinberger See“ und „Am Sauwinkel“
- Klinga mit der Siedlung „Am Steinbruch“
- Pomßen

## Geschichte
Klinga (erstmals 1251 erwähnt), mit dem 1936 eingemeindeten Ortsteil Staudtnitz (erstmals 1186 erwähnt) dürfte wohl der älteste Ortsteil in der Gemeinde sein. Pomßen wurde erstmals im Jahr 1255 und Großsteinberg wurde am 23. Dezember 1308 erstmals urkundlich erwähnt.

### Eingemeindungen
| Ehemalige Gemeinde | Datum          | Anmerkung                                                   |
| ------------------ | -------------- | ----------------------------------------------------------- |
| Grethen            | 1. Januar 1994 | Zusammenschluss mit drei weiteren Gemeinden zu Parthenstein |
| Großsteinberg      | 1. Januar 1994 | Zusammenschluss mit drei weiteren Gemeinden zu Parthenstein |
| Klinga             | 1. Januar 1994 | Zusammenschluss mit drei weiteren Gemeinden zu Parthenstein |
| Pomßen             | 1. Januar 1994 | Zusammenschluss mit drei weiteren Gemeinden zu Parthenstein |
| Staudnitz          | 1. April 1936  | Eingemeindung nach Klinga                                   |

## Politik

### Gemeinderat
Seit der Gemeinderatswahl am 9. Juni 2024 verteilen sich die 16 Sitze des Gemeinderates folgendermaßen auf die einzelnen Gruppierungen:
- Unabhängige Wählervereinigung – Bürgerkomitee (UWB): 6 Sitze
- Wählervereinigung Parthenstein – Freunde der Feuerwehr (WVFFW): 6 Sitze
- CDU: 3 Sitze
- Linke: 1 Sitz

| Gemeinderat 2024Insgesamt 16 Sitze - Linke: 1 - WVP-FFW: 6 - UWV: 6 - CDU: 3 | Liste                                                  | 2024   | 2024   | 2019   | 2019   | 2014   | 2014   |
| Gemeinderat 2024Insgesamt 16 Sitze - Linke: 1 - WVP-FFW: 6 - UWV: 6 - CDU: 3 | Liste                                                  | Sitze  | in %   | Sitze  | in %   | Sitze  | in %   |
| Gemeinderat 2024Insgesamt 16 Sitze - Linke: 1 - WVP-FFW: 6 - UWV: 6 - CDU: 3 | Wählervereinigung Parthenstein – Freunde der Feuerwehr | 6      | 36,0   | 4      | 33,1   | 3      | 21,7   |
| Gemeinderat 2024Insgesamt 16 Sitze - Linke: 1 - WVP-FFW: 6 - UWV: 6 - CDU: 3 | Unabhängige Wählervereinigung – Bürgerkomitee          | 6      | 34,9   | 6      | 26,4   | 6      | 38,0   |
| Gemeinderat 2024Insgesamt 16 Sitze - Linke: 1 - WVP-FFW: 6 - UWV: 6 - CDU: 3 | CDU                                                    | 3      | 21,0   | –      | –      | 3      | 17,9   |
| Gemeinderat 2024Insgesamt 16 Sitze - Linke: 1 - WVP-FFW: 6 - UWV: 6 - CDU: 3 | Linke                                                  | 1      | 5,4    | 1      | 8,8    | 2      | 10,9   |
| Gemeinderat 2024Insgesamt 16 Sitze - Linke: 1 - WVP-FFW: 6 - UWV: 6 - CDU: 3 | FDP                                                    | –      | 2,7    | 1      | 6,2    | 1      | 5,4    |
| Gemeinderat 2024Insgesamt 16 Sitze - Linke: 1 - WVP-FFW: 6 - UWV: 6 - CDU: 3 | AfD                                                    | –      | –      | 2      | 23,9   | –      | –      |
| Gemeinderat 2024Insgesamt 16 Sitze - Linke: 1 - WVP-FFW: 6 - UWV: 6 - CDU: 3 | NPD                                                    | –      | –      | –      | 1,6    | 1      | 6,1    |
| Gemeinderat 2024Insgesamt 16 Sitze - Linke: 1 - WVP-FFW: 6 - UWV: 6 - CDU: 3 | Wahlbeteiligung                                        | 74,1 % | 74,1 % | 70,2 % | 70,2 % | 55,2 % | 55,2 % |

### Bürgermeister
Im Juni 2013 wurde Jürgen Kretschel mit 98,7 % wiedergewählt.
| Wahl | Bürgermeister    | Vorschlag | Wahlergebnis (in %) |
| ---- | ---------------- | --------- | ------------------- |
| 2020 | Jürgen Kretschel | UWV       | 97,8                |
| 2013 | Jürgen Kretschel | UWV       | 98,7                |
| 2006 | Jürgen Kretschel | UWV       | 99,3                |

## Sehenswürdigkeiten
- Schloss Pomßen
- Feuerwehrmuseum Grethen

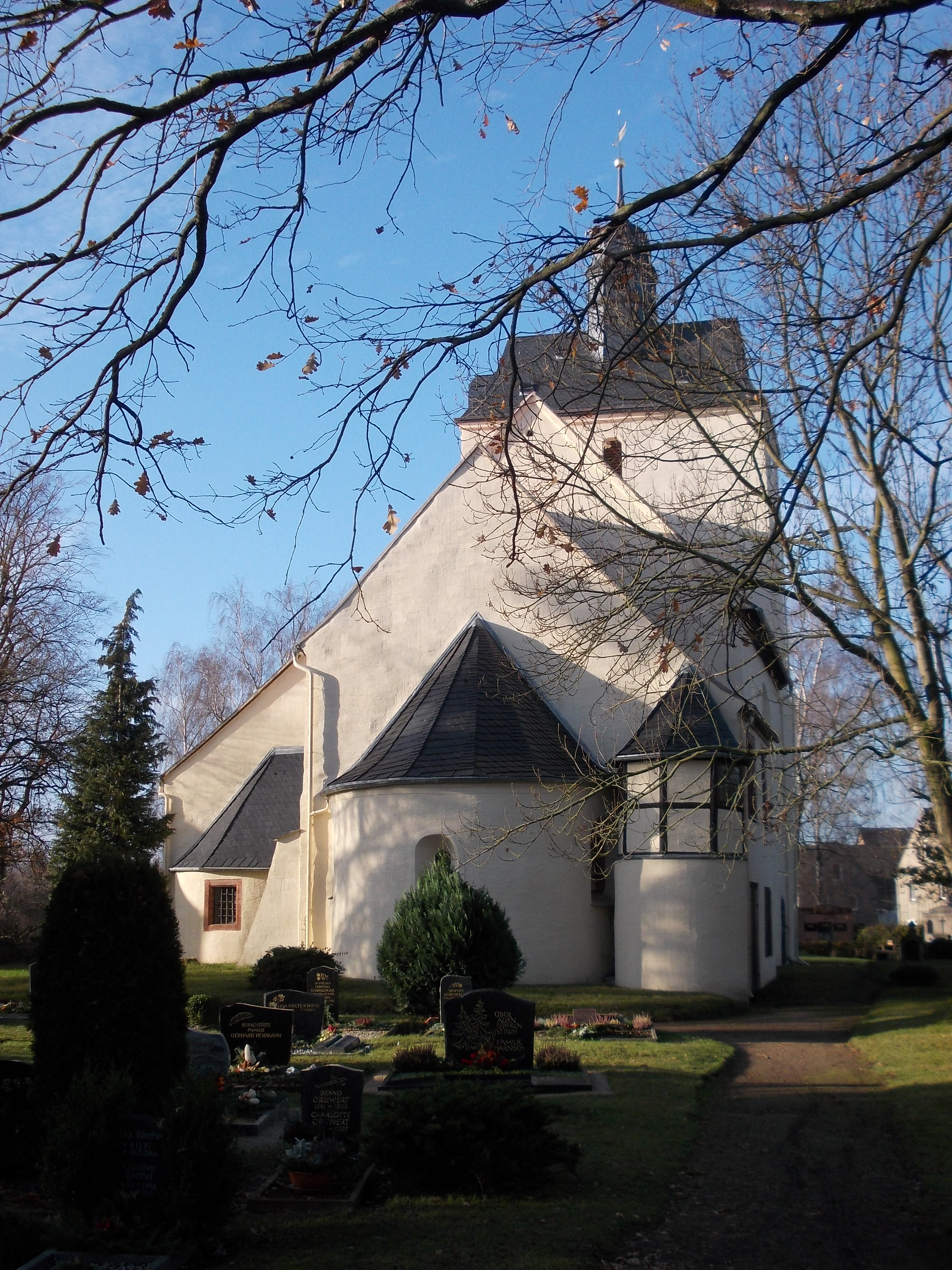
Kirche in Pomßen

- Wehrkirche in Klinga (wahrscheinlich aus dem 12. Jahrhundert)
- Großsteinberger Kirche (um 1250 erbaut)
- Evangelische Pfarrkirche Pomßen, romanische Saalkirche des 13. Jahrhunderts mit ältester noch spielbarer Orgel Sachsens von den Brüdern Georg und Gottfried Richter von 1670/71[8]

### Naturschutz
- Siehe auch: Liste der Naturdenkmale in Parthenstein

## Persönlichkeiten
- Johann Gottfried Bönisch (1777–1831), Mediziner und Schriftsteller, geboren in Pomßen
- Johann Gottfried Dietze (1823–1888), Rittergutsbesitzer in Pomßen und Politiker, MdR, MdL
- Martin Tille (1883–1956), Landschaftsmaler, geboren in Klinga
- Fritz Mehnert (1891–1932), Maler und Grafiker, lebte in Klinga
- Petra Flemming (1944–1988), Malerin und Grafikerin, geboren in Großsteinberg
- Erich Franke (* 1944), Zeichner, Grafiker und Maler, lebt im Ort
- Manfred Schmorde (* 1946), Ruderer, geboren in Großsteinberg